# Thaas
Thaas és un municipi francès, situat al departament del Marne i a la regió del Gran Est. L'any 2007 tenia 92 habitants.

## Demografia

### Població
El 2007 la població de fet de Thaas era de 92 persones. Hi havia 37 famílies, de les quals 6 eren unipersonals (3 homes vivint sols i 3 dones vivint soles), 17 parelles sense fills i 14 parelles amb fills.
La població ha evolucionat segons el següent gràfic:
Habitants censats

### Habitatges
El 2007 hi havia 45 habitatges, 37 eren l'habitatge principal de la família, 2 eren segones residències i 6 estaven desocupats. Tots els 45 habitatges eren cases. Dels 37 habitatges principals, 30 estaven ocupats pels seus propietaris i 6 estaven llogats i ocupats pels llogaters; 3 tenien dues cambres, 1 en tenia tres, 16 en tenien quatre i 17 en tenien cinc o més. 33 habitatges disposaven pel capbaix d'una plaça de pàrquing. A 18 habitatges hi havia un automòbil i a 15 n'hi havia dos o més.

### Piràmide de població
La piràmide de població per edats i sexe el 2009 era:
| Homes | Edats   | Dones |
| ----- | ------- | ----- |
| 0     | 95 o +  | 0     |
| 0     | 90 a 94 | 0     |
| 0     | 85 a 89 | 0     |
| 0     | 80 a 84 | 0     |
| 0     | 75 a 79 | 0     |
| 4     | 70 a 74 | 8     |
| 4     | 65 a 69 | 0     |
| 4     | 60 a 64 | 4     |
| 4     | 55 a 59 | 0     |
| 4     | 50 a 54 | 4     |
| 0     | 45 a 49 | 8     |
| 4     | 40 a 44 | 0     |
| 0     | 35 a 39 | 0     |
| 4     | 30 a 34 | 8     |
| 4     | 25 a 29 | 8     |
| 4     | 20 a 24 | 0     |
| 0     | 15 a 19 | 0     |
| 4     | 10 a 14 | 0     |
| 12    | 5 a 9   | 0     |
| 0     | 0 a 4   | 0     |

## Economia
El 2007 la població en edat de treballar era de 57 persones, 46 eren actives i 11 eren inactives. De les 46 persones actives 42 estaven ocupades (24 homes i 18 dones) i 5 estaven aturades (3 homes i 2 dones). De les 11 persones inactives 4 estaven jubilades, 2 estaven estudiant i 5 estaven classificades com a «altres inactius».
Activitats econòmiques
Dels 3 establiments que hi havia el 2007, 1 era d'una empresa extractiva, 1 d'una empresa de comerç i reparació d'automòbils i 1 d'una empresa classificada com a «altres activitats de serveis».
L'únic servei als particulars que hi havia el 2009 era un taller de reparació d'automòbils i de material agrícola.
L'any 2000 a Thaas hi havia 8 explotacions agrícoles que ocupaven un total de 1.160 hectàrees.

## Poblacions més properes
El següent diagrama mostra les poblacions més properes.